# هایلفینگن
هایلفینگن (به آلمانی: Hailfingen) یک منطقهٔ مسکونی در آلمان است که در روتنبورگ آم نکا واقع شده‌است. هایلفینگن ۱٬۵۸۱ نفر جمعیت دارد.